# نيكولا غروفز
نيكولا غروفز (بالإنجليزية: Nicola Groves)‏ هي بحارة بريطانية، ولدت في 4 أبريل 1989.

## وصلات خارجية
- نيكولا غروفز على موقع أوليمبيديا (الإنجليزية)
- نيكولا غروفز على موقع اللجنة الأولمبية البريطانية (الإنجليزية)